# 캉커칭
캉커칭(康克淸, 강극청, 아명(兒名)은 캉구이슈(康桂秀, 강계수), 1911년 9월 7일 ~ 1992년 4월 22일)은 중화인민공화국의 여성 육군 군인 겸 정치인이며 사회운동가이다.

## 생애

### 이력
청나라 저장성 항저우에서 어부(漁夫)였던 친아버지 캉저우(康哲武, 강철무)의 슬하 3녀 중 막내딸로 출생하였고 6세 시절이던 1917년에 중화민국 장시성 지안 부 완안 구역 거주자이며 농부(農夫)였던 5촌 아저씨 캉스이(康世儀, 강세의)에게 양녀(養女)로 입양되어 이후 중화민국 장시 성 지안 부 완안 구역에서 성장하였으며 1929년 주더(朱德) 장군과 결혼하였고(캉과 결혼 당시 이미 주더 장군은 4번째 결혼) 1935년 3월 2일 중국공산당 홍군에 소위 계급 입대하여 중화인민공화국이 성립된 1949년 10월 1일 당시에는 이미 홍군 대좌 신분이었으며 이듬해 1950년 3월 23일 중화인민공화국 지상군 대좌 예편하였다.
이후 중국공산당 인민보위아동전국위원회 비서장을 역임하였다.

### 학력
- 중화민국 저장 성 항저우 홍군군관학교 졸업
- 중화민국 저장 성 항저우 홍군대학교 졸업
- 중화민국 중화인민항일군사정치대학교 졸업

### 중화인민공화국 국가부주석부인
부군 주더(朱德)가 1954년 9월 27일부터 1959년 4월 27일까지 중화인민공화국 국가부주석를 역임하였기에 그녀 또한 1954년 9월 27일부터 1959년 4월 27일까지 중화인민공화국 국가부주석부인의 신분이었다.
한편 그녀의 부군 주더(朱德)는 중화인민공화국 국가부주석 재직 당시였던 1959년 3월 20일에 중화인민공화국 육군 원수 예편하였으며 이후 같은 해 1959년 4월 27일까지 중화인민공화국 국가부주석 재임하였다.

### 중화인민공화국 국가원수 영부인
중화인민공화국 육군 원수 예편한 부군 주더(朱德)가 1975년부터 이듬해 1976년 별세할 때까지 중화인민공화국 국가원수를 역임하였기에 그녀 또한 1975년부터 이듬해 1976년 주더와 상배(喪配)할 때까지 중공 국가원수 영부인의 신분이었다.

## 같이 보기
- 마오쩌둥
- 뤄이슈
- 양카이후이
- 허쯔전
- 장칭
- 장춘차오
- 야오원위안
- 왕훙원
- 류사오치
- 왕광메이
- 저우언라이
- 덩잉차오
- 덩샤오핑
- 줘린
- 린뱌오
- 예췬
- 린리궈
- 예젠잉
- 다이칭
- 화궈펑
- 후야오방
- 리셴녠
- 린자메이
- 양상쿤
- 장쩌민
- 리펑